# Saison 2015 de l'équipe cycliste AWT-Greenway
La saison 2015 de l'équipe cycliste AWT-Greenway est la troisième de cette équipe.

## Préparation de la saison 2015

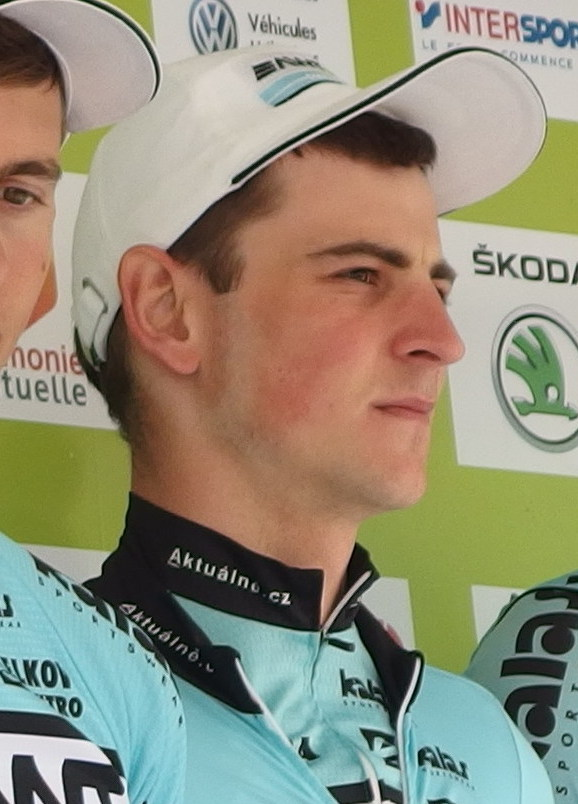
Tour de Bretagne 2015 - Présentation des équipes au départ de la troisième étape à Baud - Équipe AWT-Greenway.

### Arrivées et départs
| Arrivées                 | Équipe 2014               |
| ------------------------ | ------------------------- |
| Erik Baška               | Dukla Trenčín Trek        |
| Matēj Bechynē            |                           |
| Rayane Bouhanni          | SC Sarreguemines          |
| Jan Brockhoff            | Giant-Shimano Development |
| Iván García              | EDP Energía               |
| Przemysław Kasperkiewicz | Bauknecht-Author          |
| Roman Lehký              |                           |
| Jakub Novák              | BMC Development           |
| Maximilian Schachmann    | Giant-Shimano Development |
| Michal Schlegel          | TJ Favorit Brno           |

| Départs           | Équipe 2015           |
| ----------------- | --------------------- |
| Radovan Doležel   | SKC Tufo Prostějov    |
| Paco Ghistelinck  | Retraite              |
| Jan Hirt          | CCC Sprandi Polkowice |
| Karel Hník        | Cult Energy           |
| Daniel Hoelgaard  | Joker                 |
| Markus Hoelgaard  | Coop-Øster Hus        |
| Tim Kerkhof       | Roompot               |
| Josip Rumac       | Adria Mobil           |
| Samuel Spokes     | Drapac                |
| Łukasz Wiśniowski | Etixx-Quick Step      |

## Coureurs et encadrement technique

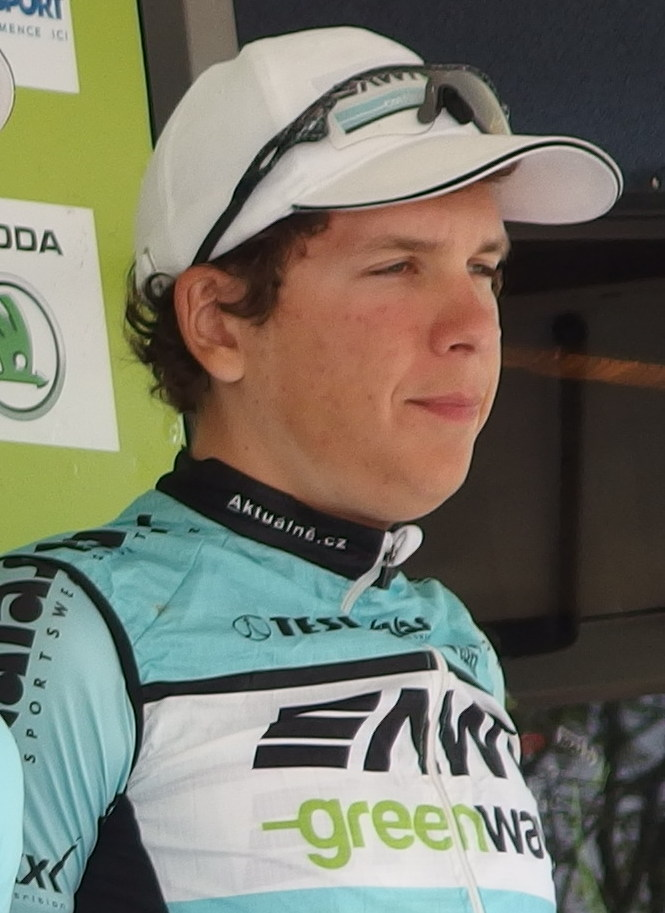
Michal Schlegel, Tour de France 2015.

### Effectif
| Cycliste                 | Date de naissance | Nationalité | Équipe 2014                            |  |
| ------------------------ | ----------------- | ----------- | -------------------------------------- |  |
| Erik Baška               | 12 janvier 1994   | Slovaquie   | Dukla Trenčín Trek                     |  |
| Matēj Bechynē            | 24 juillet 1996   | Tchéquie    |                                        |  |
| Rayane Bouhanni          | 24 février 1996   | France      | SC Sarreguemines                       |  |
| Jan Brockhoff            | 3 décembre 1994   | Allemagne   | Giant-Shimano Development              |  |
| Álvaro Cuadros           | 12 avril 1995     | Espagne     | Etixx                                  |  |
| Iván García              | 20 novembre 1995  | Espagne     | EDP Energía                            |  |
| Alexis Guérin            | 6 juin 1992       | France      | Etixx                                  |  |
| Przemysław Kasperkiewicz | 1er mars 1994     | Pologne     | Bauknecht-Author                       |  |
| Roman Lehký              | 30 juin 1996      | Tchéquie    |                                        |  |
| Jakub Novák              | 30 décembre 1990  | Tchéquie    | BMC Development                        |  |
| Maximilian Schachmann    | 9 janvier 1994    | Allemagne   | Giant-Shimano Development              |  |
| Michal Schlegel          | 31 mai 1995       | Tchéquie    | TJ Favorit Brno                        |  |
| Stagiaire                | Date de naissance | Nationalité | Équipe 2015                            |  |
| Kenny Molly              | 24 décembre 1996  | Belgique    | Specialized-Fundación Alberto Contador |  |

## Bilan de la saison

### Victoires
| Date       | Course                                               | Pays      | Classe | Vainqueur     |
| ---------- | ---------------------------------------------------- | --------- | ------ | ------------- |
| 28/04/2015 | Prologue de la Carpathian Couriers Race              | Pologne   | 2.2U   | Jan Brockhoff |
| 02/05/2015 | 4e étape de la Carpathian Couriers Race              | Slovaquie | 2.2U   | Erik Baška    |
| 15/05/2015 | 3e étape du Tour de Berlin                           | Allemagne | 2.2U   | Erik Baška    |
| 26/06/2015 | Championnat de Slovaquie sur route espoirs           | Slovaquie | CN     | Erik Baška    |
| 28/06/2015 | Championnat de Slovaquie du contre-la-montre espoirs | Slovaquie | CN     | Erik Baška    |
| 22/08/2015 | Puchar Ministra Obrony Narodowej                     | Pologne   | 1.2    | Erik Baška    |

### Classement UCI

#### UCI America Tour
L'équipe AWT-Greenway termine à la 23e place de l'America Tour avec 29 points. Ce total est obtenu par l'addition des points des huit meilleurs coureurs de l'équipe au classement individuel, cependant seul deux coureurs sont classés,.
| Rang | Coureur               | Points |
| ---- | --------------------- | ------ |
| 195  | Michal Schlegel       | 15     |
| 202  | Maximilian Schachmann | 14     |